# Поминки (выплаты)
Поминки (в крымских документах также тыш, казна) — выплаты Русского государства Крымскому ханству в XV—XVII веках, имевшие в разные периоды регулярный или нерегулярный характер. Выплачивались они как деньгами, так и натурой (меха, моржовый клык). Аналогичные выплаты Крымскому ханству имели место также со стороны Речи Посполитой. Русское государство, а также некоторые историки рассматривали поминки как дары, однако другие исследователи считают их разновидностью дани.

## История
Впервые выплаты поминков крымским ханам отмечены во времена союза Ивана III с Менгли-Гиреем (1474). В числе «поминков», отправляемых в Крым, были так называемые «девятные поминки», традиция уплаты которых восходит ко временам Золотой Орды — это были ежегодные обязательные подношения, состоявшие из девяти предметов, которые символизировали личную вассальную зависимость великого князя от ханов-джучидов. Несмотря на сохранившееся название, «девятные поминки» крымскому хану к концу XV века уже могли состоять из другого количества предметов или выражаться деньгами.
К началу XVI века объем выплат в Крым значительно возрос. Этому способствовали следующие факторы:
1. Под власть Москвы перешли земли, ранее входившие в состав Великого Княжества Литовского, которые при этом платили постоянную дань и крымскому хану («ординскую тягость»). Московское правительство продолжило эти выплаты, а сам факт присоединения в крымских документах был описан как передача городов «по слову хана». Ликвидировав удельное Одоевское княжество, Великий князь Московский продолжал платить хану и его наместнику две тысячи алтын вместо местных князей[4].
2. Вступив в конфронтацию с Москвой, Великое Княжество Литовское активизировало свою политику среди татарских правителей, направляя в различные «орды» богатые поминки. Крымский хан и другие знатные татары начали требовать с Москвы таких же масштабных поминков, угрожая в противном случае выступить на стороне противника. Таким образом, начался торг, в которой обе стороны старались купить лояльность татарской знати[5].
3. В Крым стекались татарские аристократы из распадающейся Большой Орды. В силу своего высокого происхождения они тоже требовали себе поминков[6].

Помимо увеличения объемов выплат увеличилось и количество лиц, получавших поминки, причём несмотря на попытки хана взять распределение выплат в свои руки, русская сторона этому жёстко противилась, поскольку это давало дипломатии Москвы определённый рычаг воздействия на внутреннюю политику Крыма. Более того, поминки, раздаваемые «двору» хана стали рассматриваться как жалование великого князя его «слугам» и «холопям», которое выдавалось за службу. Однако попытка распространить тот же принцип на самого хана и татарских «царевичей» потерпела неудачу. Попытка московской казны начать экономить на поминках привела в росту недовольства в Крыму и закончилась «Крымским смерчем» 1521 года.
В XVI веке этот обычай не был закреплён юридически. Русская сторона всячески препятствовала включению статьи о поминках в шертные грамоты, ибо «это было бы всё равно, что обязаться данью».
Несмотря на это, хан требовал поминков, и они выплачивались, хотя и не вполне регулярно: например, после двойной выплаты в 1564 г. поминки не выплачивались до разорения Москвы Девлет-Гиреем в 1571 году. Хотя Москва никогда не отказывалась от выплаты поминок, шли споры об их размере.
После окончания Смутного времени, в 1615 году, практика выплат была закреплена договором. С тех пор они производились ежегодно, возрастая по сумме от 7000 рублей до 12000 рублей в 1650 году. Для сравнения, на постройку двух городов (Вольного и Хотмышска) в 1640 году государством было выделено около 13500 рублей. Другой пример: по ценам того времени, эти суммы были равнозначны ежегодной отправке в Крым примерно тысячи лошадей. По сути эти выплаты являлись откупом от внезапных грабительских набегов на южные окраины Русского государства со стороны Крымского ханства. Так в грамоте от хана русскому царю в октябре 1647 года (после крупных набегов на Русское государство в 1644—1645 гг.) указывается: «… брата нашего великаго государя царя и великаго князя Алексея Михайловича, всеа Русии самодержца и многих государств царя и обладателя, на государства войною не ходить, и городов и земель не воевать…».
С 1658 по 1680 год в выплатах был перерыв. По Бахчисарайскому мирному договору в январе 1681 года Русское государство в обмен на признание Крымом присоединения Левобережной Украины и Киева вновь согласилось на ежегодное предоставление «казны» хану. Выплаты производились четыре[уточнить] раза и прекратились в 1685 году.
С тех пор Россия искала возможность отменить поминки официально. В частности, в проекте мирного договора России с Крымом (1692) была фраза: «годовой казне по росписи впредь не быть…». Окончательно поминки были отменены Константинопольским договором 1700 года:

А понеже Государство Московское самовластное и свободное Государство есть, дача, которая по се время погодно давана была Крымским Ханам и Крымским Татарам, или прошлая или ныне, впредь да не будет должна от Его священнаго Царскаго Величества Московскаго даватись, ни от наследников его…—  Константинопольский договор, ст.VIII
Однако во время русско-турецких переговоров 1713 года вновь возник вопрос о ежегодной дани в Крым, в размере 18000 рублей. Русским дипломатам стоило большого труда перенести его обсуждение «на другое время».